# Jiří Vykoukal (historyk)
Jiří Vykoukal (ur. 9 stycznia 1961 w Gottwaldovie) – czeski historyk, doktor habilitowany Uniwersytetu Karola w Pradze. Specjalizuje się we współczesnej historii Europy Środkowo-Wschodniej, a szczególnie historii Polski.

## Kariera naukowa
Po ukończeniu studiów historycznych na Uniwersytecie Karola pracował w latach 1986–1997 w Instytucie Historii Europy Środkowej w Czechosłowackiej Akademii Nauk (od 1993 w Instytucie Historii Czeskiej Akademii Nauk). Następnie był związany z Wydziałem Nauk Społecznych Uniwersytetu Karola, na którym w latach 1997–2003 był kierownikiem Katedry Studiów Rosyjskich i Wschodnioeuropejskich, a w latach 2003–2018 pełnił funkcję dyrektora Instytutu Studiów Międzynarodowych.
W 1994 roku obronił doktorat w Czeskiej Akademii Nauk. Od 2002 roku jest profesorem Uniwersytetu Karola (w czeskiej nomenklaturze – docent). Wykładał gościnnie na Lawrence University (USA), University College London (Wielka Brytania), Uniwersytecie w Toronto oraz licznych uniwersytetach w Polsce i Niemczech.

### Projekty naukowe
Był koordynatorem wielu krajowych i międzynarodowych projektów badawczych oraz edukacyjnych m.in. Horyzont 2020, Erasmus Mundus, Sasakawa Central European Fund. Reprezentuje Uniwersytet Karola w międzynarodowym projekcie „Delayed Transformational Fatigue in Central and Eastern Europe: Responding to the Rise of Illiberalism/Populism”, koordynowanym przez University College London. Jest także opiekunem naukowym czeskiej części programu International Masters in Economy, State and Society (IMESS), realizowanym w partnerstwie z uniwersytetami z Belgradu, Budapesztu, Helsinek, Krakowa, Londynu, Petersburga i Tartu.

## Publikacje
Opublikował kilkadziesiąt artykułów naukowych, dotyczących szerokiego spektrum tematów, m.in. polskiej historiografii, polskiej refleksji o Rosji, stosunków polsko-sowieckich, stosunków polsko-czeskich, koncepcji Europy Środkowej, współpracy regionalnej w Grupie Wyszehradzkiej, oraz polityki energetycznej czy problematyki żydowskiej w Europie Środkowej. Jest współautorem kilkakrotnie wznawianej książki „Wschód. Powstanie, kryzys i rozpad Bloku Sowieckiego w latach 1944–1989”.

### Wybrane publikacje
- J. Vykoukal (red.), Visegrád. Možnosti a meze středoevropské spolupráce, Praha 2000;
- J. Vykoukal, Kernschmelze oder Kernspaltung? Mitteleuropakonzepte und regionale Integration, „Osteuropa” 2006, r. 56, nr 10;
- J. Vykoukal, Německý historický ústav ve Varšavě, [w:] J. Pešek, L. Filipová (red.), Věda a politika. Německé společenskovědní ústavy v zahraničí (1880–2010), Praha 2013;
- J. Vykoukal, Soudobé dějiny v Polsku, [w:] J. Pešek (red.), Napříč kontinentem soudobých dějin. Evropská historiografie po konci studené války, Praha 2013;
- J. Vykoukal, Židé ve středovýchodní Evropě, [w:] K. Králová, H. Kubátová (red.), Návraty. Poválečná rekonstrukce židovských komunit v zemích středovýchodní, jihovýchodní a východní Evropy, Praha 2016;
- J. Vykoukal, B. Litera, M. Tejchman, Východ: Vznik, vývoj a rozpad sovětského bloku 1944–1989, Praha 2017 (II wyd.)

### Publikacje w języku polskim
- J. Vykoukal, Pomiędzy tradycją a współczesnością. Stosunki czesko-polskie w XIX i XX wieku, „Kultura polityczna w Polsce” 2005, t. IV: Swoi i obcy, cz. 2. M. Kosman (red.);
- J. Vykoukal, Co przyciągało i przyciąga czeskich historyków do nowożytnych i najnowszych dziejów Polski?, [w:] „O nas bez nas”. Historiografia Polski w historiografiach obcojęzycznych, (moderatorzy) W. Molik, H. Żaliński, Poznań 2007.